# ان‌سی‌تی یو
ان‌سی‌تی یو (کره‌ای: 엔씨티유; ژاپنی: エヌシーティー) زیر مجموعهٔ گروه پسرانهٔ کره‌ای ان‌سی‌تی است. این گروه در ۹ آوریل ۲۰۱۶ با تک‌آهنگ‌های دیجیتال «حس هفتم» و «بدون تو» زیر نظر اس‌ام انترتینمنت فعالیتش را آغاز کرد. فهرست اعضای ان‌سی‌تی یو چرخشی است و با هر بار انتشار و کانسپت، تغییر می‌کند. اعضای اولیهٔ گروه ته‌یونگ، تن، دویونگ، جه‌هیون، و مارک بودند.

## ترانه‌شناسی

### تک‌آهنگ‌ها
| عنوان                                                                   | سال  | ضبط شده توسط                                                         | بالاترین جایگاه جدول | بالاترین جایگاه جدول | بالاترین جایگاه جدول | بالاترین جایگاه جدول | بالاترین جایگاه جدول | فروش‌ها              | آلبوم                      |
| عنوان                                                                   | سال  | ضبط شده توسط                                                         | KOR                  | KOR Billb.           | JPN Hot              | US World             | WW                   | فروش‌ها              | آلبوم                      |
| ----------------------------------------------------------------------- | ---- | -------------------------------------------------------------------- | -------------------- | -------------------- | -------------------- | -------------------- | -------------------- | ------------------- | -------------------------- |
| «حس هفتم»                                                               | ۲۰۱۶ | ته‌یونگ، دویونگ، تن، جه‌هیون، مارک                                     | ۱۱۱                  | —                    | —                    | ۲                    | —                    | - کره جنوبی: ۴۸٬۳۷۶ | ان‌سی‌تی ۲۰۱۸ همدلی          |
| «بدون تو»                                                               | ۲۰۱۶ | ته‌ایل، دویونگ، جه‌هیون (ورژن کره‌ای)، کون (ورژن ژاپنی)                 | ۱۲۶                  | —                    | —                    | ۳                    | —                    | - کره جنوبی: ۲۸٬۸۶۰ | ان‌سی‌تی ۲۰۱۸ همدلی          |
| «رئیس»                                                                  | ۲۰۱۸ | ته‌یونگ، دویونگ، جه‌هیون، مارک، وین‌وین، لوکاس، جونگ‌وو                  | ۹۷                   | ۸۰                   | —                    | ۳                    | —                    | —                   | ان‌سی‌تی ۲۰۱۸ همدلی          |
| «عزیزم متوقف نشو»                                                       | ۲۰۱۸ | ته‌یونگ، تن                                                           | —                    | —                    | —                    | ۲                    | —                    | —                   | ان‌سی‌تی ۲۰۱۸ همدلی          |
| «دیروز»                                                                 | ۲۰۱۸ | ته‌یونگ، دویونگ، لوکاس، مارک                                          | —                    | —                    | —                    | —                    | —                    | —                   | ان‌سی‌تی ۲۰۱۸ همدلی          |
| «آرزو کن»                                                               | ۲۰۲۰ | ته‌یونگ، دویونگ، جه‌هیون، لوکاس، شیائوجون، جه‌مین، شوتارو               | ۱۴                   | ۱۵                   | ۵۹                   | ۱۱                   | ۱۲۸                  | —                   | ان‌سی‌تی ۲۰۲۰ رزونانس پارت ۱ |
| «از خانه»                                                               | ۲۰۲۰ | ته‌ایل، یوتا، کون، دویونگ، رن‌جون، هه‌چان، چنلو                         | ۹۲                   | —                    | —                    | —                    | —                    | —                   | ان‌سی‌تی ۲۰۲۰ رزونانس پارت ۱ |
| «عشق دههٔ ۹۰»                                                            | ۲۰۲۰ | تن، وین‌وین، مارک، جه‌نو، هه‌چان، یانگ‌یانگ، سونگ‌چان                     | ۸۴                   | ۶۵                   | —                    | ۱۵                   | —                    | —                   | ان‌سی‌تی ۲۰۲۰ رزونانس پارت ۲ |
| «کار کن»                                                                | ۲۰۲۰ | جانی، یوتا، تن، جونگ‌وو، هندری، جه‌مین، جی‌سونگ                         | ۱۲۳                  | —                    | —                    | ۲۳                   | —                    | —                   | ان‌سی‌تی ۲۰۲۰ رزونانس پارت ۲ |
| «یونیورس (بیا توپ بازی کنیم)»                                           | ۲۰۲۱ | دویونگ، جونگ‌وو، مارک، شیائوجون، جه‌نو، هه‌چان، جه‌مین، یانگ‌یانگ، شوتارو | ۸۶                   | ۹۶                   | ۶۱                   | ۱۴                   | ۱۴۷                  | —                   | یونیورس                    |
| «بگی جینز»                                                              | ۲۰۲۳ | ته‌یونگ، دویونگ، تن، جه‌هیون، مارک                                     | ۴۹                   | —                    | —                    | —                    | —                    | —                   | عصر طلایی                  |
| «—» مواردی را نشان می‌دهد که در آن کشور منتشر نشده یا به جدول نرسیده‌اند. |      |                                                                      |                      |                      |                      |                      |                      |                     |                            |